# Цитрат кальция
Цитрат кальция — химическое соединение, соль кальция и лимонной кислоты в виде монокальций дицитрата (C12H14CaO14) или трикальций дицитрата (Ca3(C6H5O7)2), бесцветные кристаллы, образуют кристаллогидраты.

## Получение
- Реакция гидроксида кальция и лимонной кислоты:

{\displaystyle {\mathsf {3Ca(OH)_{2}+2C_{6}H_{8}O_{7}\ {\xrightarrow {}}\ Ca_{3}(C_{6}H_{5}O_{7})_{2}\cdot 4H_{2}O\downarrow +2H_{2}O}}}
- Реакция карбоната кальция и лимонной кислоты:

{\displaystyle {\mathsf {3CaCO_{3}+2C_{6}H_{8}O_{7}\ {\xrightarrow {}}\ Ca_{3}(C_{6}H_{5}O_{7})_{2}+3H_{2}O+3CO_{2}}}}

## Физические свойства
Цитрат кальция во всех формах образует бесцветные кристаллы.
Трикальций цитрат растворим крайне незначительно, не растворяется в этаноле. Монокальций дицитрат хорошо растворим в воде.
Трикальций цитрат образует кристаллогидрат состава Ca3(C6H5O7)2•4H2O — кристаллы
триклинной сингонии, пространственная группа P 1, параметры ячейки a = 0,59466 нм, b = 1,02247 нм, c = 1,66496 нм, α = 72,213°, β = 79,718°, γ = 89,791°, Z = 2,
структура типа
.
Кристаллогидрат теряет воду при температуре 130—185°С.
Дигидроцитрат кальция имеет ярко выраженный кислый вкус. Гидроцитрат кальция имеет менее выраженный кислый вкус. Трёхзамещённая соль кальция, в силу малой растворимости, безвкусна.

## Химические свойства
Игольчатые кристаллы тетрагидрата дицитрата трикальция ([Ca3(C6H5O7)2(H2O)2]•2H2O) были получены гидротермальным синтезом. Кристаллическая структура представляет собой трёхмерную сеть, в которой восьмикратно координированные катионы кальция связаны цитратными анионами и водородными связями между двумя некоординирующими молекулами кристаллической воды и двумя координирующими молекулами воды.

## Применение
- Используется в качестве пищевой добавки Е333 как регулятор кислотности, стабилизатор консистенции, комплексообразователь.
- Промежуточное соединение при очистке лимонной кислоты.
- Используется в лекарствах и БАДах в качестве источника органического кальция как альтернатива неорганического карбоната кальция. Биодоступность кальция из обоих веществ находится на одном уровне. Тем не менее, цитрат кальция предпочтителен для пациентов с нарушениями кислотности желудка, в силу того, что не изменяет кислотности, в отличие от традиционно используемого карбоната кальция.